# Helen Longino
Helen Elizabeth Longino (née le 13 juillet 1944) est une philosophe des sciences américaine connue pour son travail novateur sur la question de l'objectivité en science et sur les interactions sociales au sein des communautés scientifiques. Figure centrale de l'épistémologie féministe et de l'épistémologie sociale, elle a insisté notamment le rôle des femmes dans la production de la connaissance.
Elle est professeure de philosophie à l'université Stanford. En 2016, elle a été élue à l'Académie américaine des arts et des sciences.

## Formation et carrière
Longino a reçu son BA en littérature anglaise au Barnard College en 1966,,, et sa maîtrise en philosophie à l'université du Sussex en Angleterre, en 1967. Elle a obtenu son doctorat à université Johns-Hopkins de Baltimore, Maryland en 1973, sous la direction de Peter Achinstein. Sa thèse portait sur l'inférence et la découverte scientifique.
Longino a enseigné à l'université de Californie à San Diego (1973–1975), au Mills College (1975–1990), à l'université Rice (1990–1995) et à l'université du Minnesota (1995–2005) avant de rejoindre le département de philosophie de l'université Stanford. Elle a été active dans le mouvement de libération des femmes et dans l'établissement d'études sur les femmes (women's studies) dans plusieurs institutions,. Elle devient professeure de philosophie à l'université Stanford dès 2008 et a été présidente du département de philosophie de 2008 à 2011,.
Elle a été présidente de la Philosophy of Science Association (2013-2014) et vice-présidente de la Division de la logique, de la méthodologie et de la philosophie des sciences et de la technologie de l'Union internationale d'histoire et de philosophie des sciences (2016 –2019).

## Travail philosophique

### Critique de la conception traditionnelle de l'objectivité
S'inscrivant dans le sillage de la  philosophie féministe des sciences, qui a mis en lumière des biais sexistes (et racistes) dans la production du savoir scientifique, Helen Longino s'oppose à l'idéal traditionnel de la neutralité en science. Selon la conception dominante de l'objectivité, la science doit être capable de rendre compte de son objet tel qu'il est, « sans  perspective », indépendamment de la position sociale qu'occupent les scientifiques, et sans intervention de valeurs étrangères à l'univers de la science. Il est généralement admis qu'en science les biais personnels des chercheurs ne doivent pas influencer les résultats scientifiques, et que seules les valeurs proprement épistémiques comme la simplicité d'une théorie, son intérêt explicatif ou prédictif, ont leur place dans la production de la connaissance.
L'idéal d'une science impartiale n'a pas empêché des valeurs sociales et politiques de faire intrusion dans le domaine de la recherche, comme en témoignent de nombreux exemples historiques. Une illustration particulièrement célèbre du sexisme scientifique est celle de la théorie de l'infériorité intellectuelle des femmes, soutenue par de grands noms de la science du XIXe siècle ; cette théorie reposait sur des mesures de crânes d'hommes et de femmes, mais ses résultats étaient intégralement biaisés.

### Définition d'une nouvelle forme d'objectivité
Une solution pourrait être de chercher à proscrire du champ de la science toutes les valeurs non épistémiques. Helen Longino propose quant à elle de remplacer l'idéal d'objectivité par un idéal  de  « gestion des valeurs sociales » (« social value management ideal ») : pour Longino, le but ne doit pas être de purifier la science des valeurs sociales, politiques, culturelles qui s'y introduisent, mais de les identifier, de les soumettre à la discussion et à la critique. Prenant acte de la présence de ces valeurs non épistémiques en science, H. Longino les intègre dans sa définition d'une nouvelle forme d'objectivité, qu'elle appelle « objectivité sociale et procédurale ». L'objectivité est dite sociale parce qu'elle résulte d'un dialogue au sein de la communauté scientifique, d'une « critique intersubjective transformatrice » (« transformative intersubjective criticism ») ; elle est dite procédurale parce que sont des procédures ou méthodes scientifiques élaborées par les chercheurs qui la rendent  possible. 
L'ouverture à des perspectives diverses et à la critique des hypothèses peut transformer certaines de ces hypothèses en connaissances scientifiques. Les hypothèses deviennent des connaissances lorsqu'elles sont soumises à un examen minutieux sous divers angles, en particulier par les scientifiques qui ont des croyances et des valeurs diverses,. En conséquence, nos valeurs qui ne semblent pas immédiatement avoir quoi que ce soit à voir avec la science sont cruciales pour l'objectivité des connaissances scientifiques, et la science peut être objective précisément parce qu'elle n'est pas indépendante des valeurs,,,. De ce point de vue, le rôle des « dissidents » est important dans la mesure où il met à l'épreuve les motifs pour lesquels une théorie nous paraît acceptable. Un dialogue critique ouvert au sein d'une communauté peut potentiellement permettre à la communauté de surmonter les préjugés. Pour atteindre l'objectivité, la science doit autoriser la « critique transformatrice ».
Dans Study Human Behavior: How Scientists Investigate Aggression and Sexuality (2013), Longino examine cinq approches scientifiques de l'agression humaine et de la sexualité en distinguant leurs cadres épistémologiques, les types de connaissances qu'elles produisent et leurs objectifs pragmatiques. Elle montre que chacune de ces  approches produit une connaissance partielle du sujet. Du point de vue de Longino, qui est celui de l'épistémologie sociale, la recherche scientifique sera plus utile pour les décideurs publics si la pluralité des approches de la connaissance est reconnue. Une meilleure prise de conscience de l'éventail des perspectives à examiner peut être bénéfique pour les politiques : elle encourage la prudence, évitant ainsi l'adoption trop rapide de décisions fondées sur une perspective limitée, et elle permet d'accéder à une information de meilleure qualité.

### Conditions de l'avènement d'une nouvelle forme d'objectivité
Dans la production d'une science influencée par les valeurs sociales et cependant objective, au sens où elle respecte les règles de l'objectivité sociale, le dialogue critique occupe une place fondamentale. Longino énumère quatre conditions qui devraient permettre ce type de dialogue :
1. Il faut prévoir des lieux de débat sur les méthodes adoptées dans le champ de la recherche (par exemple, sur la collecte ou l'interprétation de données)[12].
2. Les membres de la  communauté scientifique doivent accepter la critique et s'y montrer réceptifs, ce qui suppose qu'ils modifient à l'issue d'un dialogue leurs premières propositions scientifiques[12].
3. Les chercheurs(ses) doivent s'accorder sur des standards publiquement reconnus (« shared public standards »), sur des critères d'évaluation de la production scientifique[12].
4. La communauté scientifique doit accorder à chacun de ses membres une égalité d’autorité intellectuelle « tempérée » (« tempered equality of intellectual authority ») : les considérations liées à l'appartenance ethnique, au genre, à l’orientation sexuelle, des membres de la communauté ne  doivent  pas troubler le dialogue critique[12]. « L’égalité de l’autorité intellectuelle est dite « tempérée » au sens où l’autorité intellectuelle doit être répartie en fonction de l’expertise uniquement. Malgré le critère de l’expertise, Longino précise que tout être humain doit être traité comme potentiellement capable de raisonner et de produire une critique »[12].

### Place du féminisme
Le travail de Longino sur la nature de la connaissance scientifique est dans sa majeure partie féministe au sens large seulement : il défend la valeur des contributions à la science de personnes diverses et, par conséquent, la valeur des contributions des femmes. Cependant, certains textes de Longino sont plus explicitement féministes.

#### Plaidoyer en faveur de la diversité
Pour Longino, « une communauté épistémique homogène court le risque de maintenir invisibles des présupposés d’arrière-plan problématiques » ; une diversité d'approches est donc nécessaire. L'inclusion des femmes et des personnes racisées est bénéfique à la production des connaissances : « les biais sexistes et racistes ont plus de chances d’être découverts et critiqués » si la communauté scientifique intègre les personnes qui ne souscrivent pas au consensus établi au sein de cette même communauté.

#### Science et genre
Dans une perspective plus spécifiquement féministe, Longino a analysé des récits féminins et masculins de l'évolution humaine, en mettant l'accent sur le rôle du genre dans la formation de la théorie de l'évolution. Le sociologue des sciences Steven Yearley écrit à ce sujet :

« Les travaux scientifiques conventionnels sur l'histoire de l'évolution humaine ont tendance à donner la priorité aux activités des hommes alors même que, d'après Helen Longino et Martin Hubbard, il n'y a rien dans les données ou dans la théorie établie qui autorise à attribuer les changements évolutifs aux hommes plutôt qu'aux femmes. Par conséquent, nous avons des preuves plausibles que la construction de connaissances scientifiques à la pointe de la recherche a été influencée par des hypothèses déterminées par le genre »

— Steven Yearley, 2005
.
Au-delà de l'étude des connaissances, les écrits de Longino ont inclus l'analyse de la nature de la pornographie et des circonstances dans lesquelles elle est moralement problématique,.

## Récompenses et honneurs
En 2002, le livre de Longino The Fate of Knowledge (2001) a reçu le Robert K. Merton Professional Award du meilleur livre de la Section for Science, Knowledge, and Technology de l'Association américaine de sociologie.
En 2014, le livre de Longino intitulé Studying Human Behavior (2013) a reçu le prix du meilleur livre en philosophie féministe pour 2014 par le Women's Caucus of the Philosophy of Science Association.
En 2016, Helen Longino a été élue à l'Académie américaine des arts et des sciences,. Elle a été élue membre de l' Association américaine pour l'avancement des sciences en 2018.

## Publications

### Livres
- Helen Longino, 1990. Science as Social Knowledge: Values and Objectivity in Scientific Inquiry (La science en tant que connaissance sociale: valeurs et objectivité dans la recherche scientifique) . Princeton: Presses universitaires de Princeton. (ISBN 0-691-02051-5)
- Helen Longino, 2002. The Fate of Knowledge (Le destin de la connaissance) . Princeton: Presses universitaires de Princeton. (ISBN 0-691-08876-4)
- Helen Longino, 2013. Study Human Behavior: How Scientists Investigate Aggression and Sexuality, University of Chicago Press.
- Evelynn Hammonds, Barbara Laslett, Sally G. Kohlstedt, and Helen Longino, Gender and Scientific Authority, (University of Chicago Press, 1996.

### Chapitres
- (en) Helen Longino, 1992. «Tensions essentielles - phase ii : Études féministes[28] philosophiques et sociales de la science». dans Ernan McMullin, éditeur. The Social Dimensions of Scientific Knowledge, Notre Dame: University of Notre Dame Press. Traduction en français en ligne
- (en) Helen Longino, 1993. «Sujets, pouvoir et connaissances: description et prescription». dans  Feminist Philosophies of Science in Feminist Epistemologies, Alcoff, Linda (Ed). New York: Routledge.
- (en) Helen Longino, 1994. «Le sort de la connaissance dans les théories sociales de la science». dans Frederic Schmitt, éditeur. Socializing Epistemology: Rowman & Littlefield.
- (en) Helen Longino, 1996. «Valeurs cognitives et non cognitives en science: repenser la dichotomie.» dans Lynn Hankinson Nelson et Jack Nelson, éditeurs. Feminism, Science, and the Philosophy of Science. Dordrecht: Kluwer Academic.
- (en) Helen Longino, 1997. «Explication V. L'interprétation dans la critique de la science». Science in contexte.
- (en) Helen Longino, 2000. «Toward an Epistemology for Biological Pluralism». dans Richard Creath et Jane Maienschein, éditeurs.  Biology and Epistemology. Cambridge: Cambridge Univ. Presse.
- (en) Helen Longino, 2002. «Behavior as Affliction: Common Frameworks of Behavior Genetics and Its Rivals». dans Rachel Ankeny et Lisa Parker, éditeurs. Mutating Concepts, Evolving Disciplines: Genetics, Medicine, and Society Boston: Kluwer Academic.
- (en) Helen Longino, 2003. «La structure des révolutions scientifiques permet-elle une révolution féministe dans la science?» dans Thomas Nickles, éditeur. Thomas Kuhn. Cambridge: Cambridge University Press.
- (en) Helen Longino, 2004. Comment les valeurs peuvent être bonnes pour la science. dans Peter Machamer, éditeur.  Science, Values, and Objectivity. Pittsburgh: Univ de Pittsburgh Press.
- (en) Helen Longino, (2005), "Can there be a feminist science?", in In Cudd, Ann E .; Andreasen, Robin O. (éd.), Théorie féministe: une anthologie philosophique, Oxford, Royaume-Uni Malden, Massachusetts: Blackwell Publishing, pp. 210–217

### Articles
- Longino, « Knowledge, Bodies, and Values: Reproductive Technologies and Their Scientific Context », Inquiry, vol. 35, nos 3–4,‎ 1992, p. 323–340 (DOI 10.1080/00201749208602297)
- Longino, « Taking Gender Seriously in Philosophy of Science », Proceedings of the Biennial Meetings of the Philosophy of Science Association, vol. 1992, no 2,‎ 1992, p. 333–340 (DOI 10.1086/psaprocbienmeetp.1992.2.192847)
- Longino, « Gender, Sexuality Research, and the Flight from Complexity », Metaphilosophy, vol. 25, no 4,‎ 1994, p. 285–292 (DOI 10.1111/j.1467-9973.1994.tb00488.x)
- Helen Longino, 1997. «Feminist Epistemology as a Local Epistemology». Actes du Supplément de la Société Aristotélicienne.
- Longino, « What Do We Measure When We Measure Aggression? », Studies in History and Philosophy of Science, vol. 32A, no 4,‎ 2001, p. 685–704 (DOI 10.1016/S0039-3681(01)00020-6)
- Longino, « Reply to Philip Kitcher », Philosophy of Science, vol. 69, no 4,‎ 2002, p. 573–577 (DOI 10.1086/344620)
- Longino, « Science and the Common Good: Thoughts on Philip Kitcher's Science, Truth, and Democracy », Philosophy of Science, vol. 69, no 4,‎ 2002, p. 560–568 (DOI 10.1086/344618)

### Article  connexe
- Sexisme dans la science moderne